# Владек Лаціна
Владек Лаціна (Vladek Lacina, 25 червня 1949) — чехословацький академічний веслувальник.
Бронзовий призер Олімпійських Ігор 1976 року в складі парної четвірки, учасник 1972, 1980 років.
Бронзовий призер ігор Дружба-84 в одиночці.